# Gimnasio del Centro Olímpico de Pekín

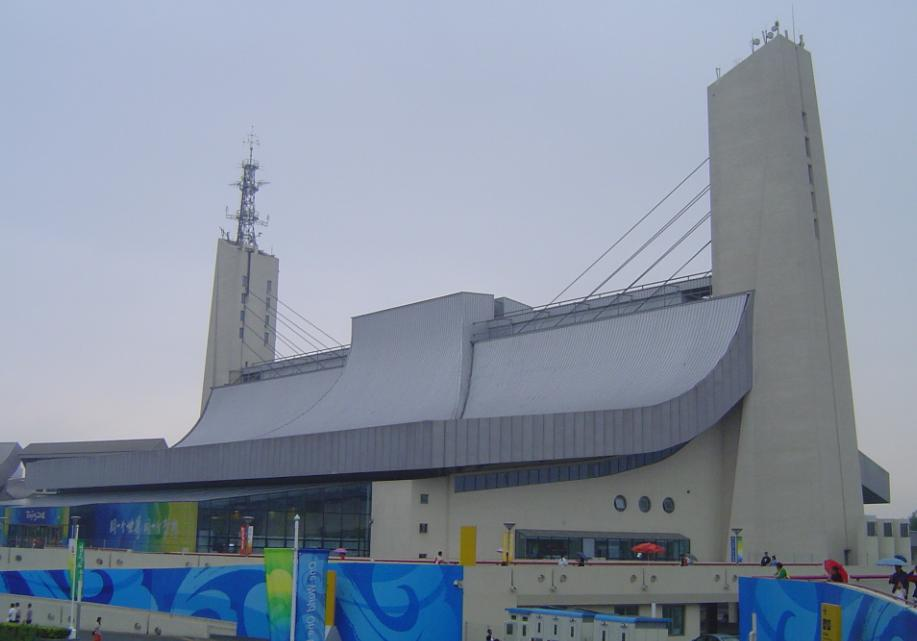
Vista exterior del Gimnasio del Centro Deportivo Olímpico.

El Gimnasio del Centro Olímpico de Pekín es un pabellón deportivo, situado en Pekín (China) y en el cual se celebraron las competiciones de la fase preliminar del torneo de balonmano de los Juegos Olímpicos de 2008. 
Tiene una capacidad de 7.000 espectadores y está ubicado en la parte sur del Parque Olímpico del distrito de Chaoyang, al norte de la capital china y cerca del Estadio del Centro Olímpico.